# Ōtori Keisuke

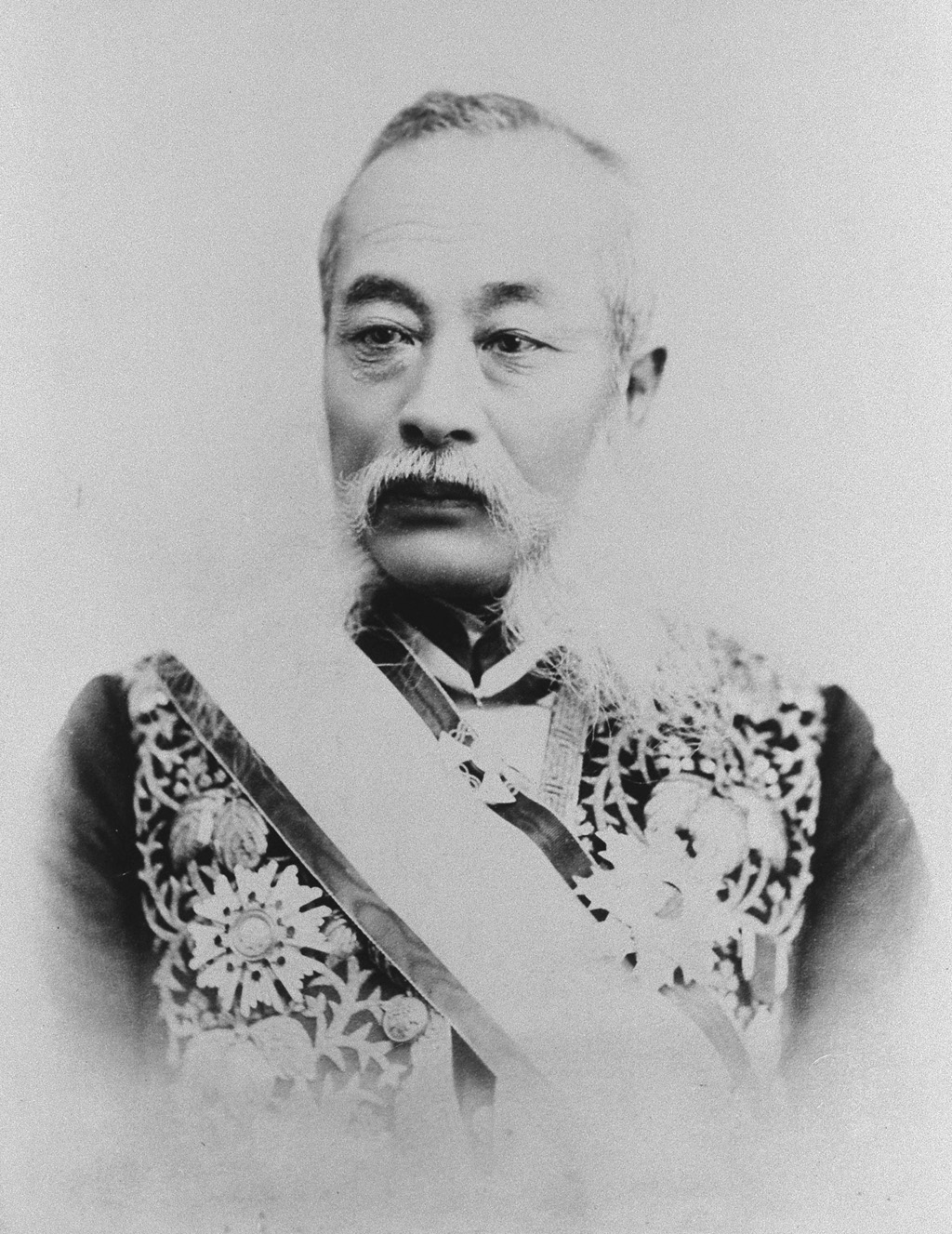
Ōtori Keisuke

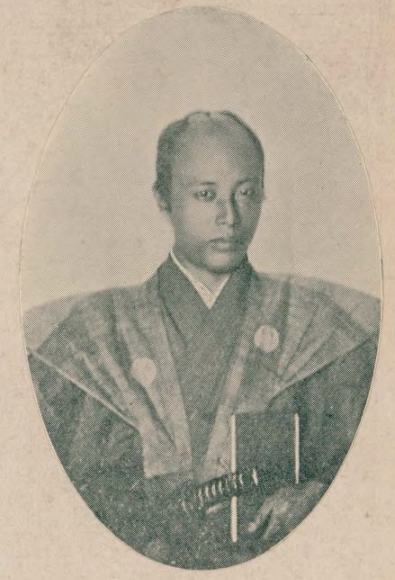
Ōtori Keisuke als Samurai

Ōtori Keisuke (japanisch 大鳥 圭介; geboren 14. April 1833 in Kamigōri (上郡町) in der Provinz Harima; gestorben 15. Juni 1911) war ein japanischer Militär und später Regierungsbeamter der Meiji-Zeit.

## Leben und Werk
Ōtori Keisuke wurde als ältester Sohn eines Arztes in der Umgebung von Akō geboren. Er studierte als Samurai erst an der Han-Schule Shizutanikō (閑谷黌) in Okayama uns westliche Wissenschaften unter Ogata Kōan in Osaka. 1854 ging er nach Edo und bildete sich unter Tsuboi Tadamasu (坪井 忠益) und ab 1857 unter Egawa Hitoshi (江川 英敏; 1839–1863), dem dritten Sohn von Egawa Hidetatsu, weiter. Er lernte auch Militärwissenschaften von Jules Brunet, einem französischen Militärberater des Shogunats. 1866 wurde er vom Shogunat zum Lehrer für westliche Studien an der Lehranstalt Kaiseijo (開成所) eingestellt, dann zum Infanterieoffizier ernannt, wobei er sich für die westliche Ausbildung der Shogunatsoldaten engagierte.
An den Kämpfen, die mit der Meiji-Restauration 1868 endeten, nahm er als Gegner der kaiserlichen Seite in Nordjapan teil. Am Ende schloss er sich Enomoto Takeaki an, der sich auf die Festung Goryōkaku auf Hokkaidō zurückgezogen hatte.
Nach der Niederlage der Tokugawa-Seite kam Ōtori ins Gefängnis, wurde aber 1872 begnadigt. Er leitete dann die Adelsschule, die sich später zur Gakushūin-Universität entwickelte. Er vertrat Japan ab 1889 in China, dann ab 1893 in Korea und spielte eine wichtige Rolle in Japans Außenbeziehungen bis zum Japanisch-Chinesischen Krieg 1894 bis 1895.
In Ōtoris Geburtsort Kamigōri wurde vor dem Rathaus eine Bronze-Statue errichtet.